# Nyangwe (periodiskt vattendrag i Burundi)
Nyangwe är ett periodiskt vattendrag i Burundi.   Det ligger i provinsen Rutana, i den södra delen av landet, 110 km sydost om huvudstaden Bujumbura.
Omgivningarna runt Nyangwe är en mosaik av jordbruksmark och naturlig växtlighet. Runt Nyangwe är det ganska tätbefolkat, med 239 invånare per kvadratkilometer.